# Martine Dujeux
Pour les articles homonymes, voir Dujeux.
Martine Dujeux, née le 26 mai 1972 à Namur, est une joueuse de basket-ball belge, évoluant au poste d'ailière.

## Carrière
- 1976-1987 :  RCS Natoye
- 1987-1998 :  BCSS Namur
- 1998-2001 :  Mosa Jambes
- 2001-2003 :  Féminamur
- 2003-2007 :  Novia Namur
- 2009-2010 :  RCS Natoye
- 2015-2017 :  BC Boninne

## Palmarès
- Equipe nationale belge en mini basket, cadettes, juniors et seniors.
- Championne de Belqique 1991, 1992, 1993, 1994, 1997 et 1998
- Vainqueure de la coupe de Belgique 1992, 1993, 1994 et 1998